# Acantilado
Pour plus de détails, voir Fiche technique et Distribution.
Acantilado (littéralement : Falaise) est un film espagnol de 2016, réalisé et co-écrit par Helena Taberna d'après un roman de Lucía Etxebarría.

## Synopsis
Un suicide de masse impliquant des membres d'un culte a lieu aux îles Canaries. La sœur cadette de Gabriel, Cordelia, qu'il n'a pas vue depuis des années, était l'une des adeptes du culte. Gabriel décide de s'y rendre et de découvrir ce qui s'est passé.

## Fiche technique
- Titre original : Acantilado
- Titre international : The Cliff
- Réalisation : Helena Taberna
- Scénario : Helena Taberna, Andrés Martorell, Natxo López, Lucía Etxebarría (roman)
- Production : Iker Ganuza
- Société de production : Lamia Producciones, El contenido del silencio, A.I.E., Euskal Irrati Telebista
- Montage : Teresa Font
- Musique : Ángel Illarramendi
- Pays dorigine :  Espagne
- Langue d'origine : Espagnol
- Genre : Romance, thriller
- Lieux de tournage : Grande Canarie, îles Canaries, Espagne
- Durée : 99 minutes (1 h 39)
- Dates de sortie :
  - Espagne :
    - 25 avril 2016 au festival du cinéma espagnol de Malaga
    - 3 juin 2016

  - États-Unis :
    - 30 septembre 2016 au festival international du film de San Diego
    - 13 octobre 2016

  - Taïwan : 25 mai 2018

## Distribution
- Juana Acosta : Helena
- Ingrid García Jonsson : Cordelia
- Daniel Grao : Gabriel
- Goya Toledo (es) : Santana
- Ana Gracia (es) : Heidi
- Josean Bengoetxea : Martínez
- Jon Kortajarena : Julián
- Maiken Beitia : Marion
- Ciro Miró : Artemi
- Xabier Elorriaga (es) : Antonio
- Itsaso Arana : Patricia
- Ramón Ibarra : le commissaire
- Magdalena Aizpurua : la policière
- Ayoze Rodríguez Santana : le gardien de la nécropole